# Халиме-султанија (ћерка Мехмета III)
Халиме-султанија (тур. Halime Sultan; 1590, Маниса)  је била млађа ћерка Мехмеда III и султаније Халиме, која је именована у част њене мајке.  

## Идентитет
Име ове султаније је дуго било непознато, међутим списак неудатих султанија из 1032. године по хиџри (1622/1623) открива да је једна од њих била Халиме-султанија, ћерка султана Мехмета. Како је познато да је у овом периоду Халиме-султанија била удовица Кара Давут-паше, то јасно одаје да је она била његова суруга.
Добила је име у част своје мајке.

## Брак
Верена је новембра 1604. године за Кара Давут-пашу, који је био намесник Румелије. Брак је склопљен тек 1606. године.
За време прве владавине свог брата Мустафе бавила се државним пословима заједно са својом мајком и њеним супругом, који је био Капудан-паша. Међутим, 26. фебруара 1618. султан Мустафа је свргнут са престола. 
У мају 1622. године, Халиме-султанија је са својом мајком Халиме и супругом одиграла важну улогу у текућим политичким превирањима. Заједно са супругом Давуд-пашом радила је на побуњеницима да на престо врате њеног брата султана Мустафу, који је био изолован у харему. 
Након неког времена, причало се да су она и њен супруг Давут планирали да на престо поставе њиховог сина, јер је Мустафа имао менталних сметњи. 
Када је Давуд-паша заточен у тамници јануара 1623. године због убиства султана Османа, Халиме-султанија је заједно са својим лојалистима и агама оданим њој покушала да га ослободи и побегне са њим. Како су били ухваћени, Давут је због покушаја бекства погубљен следећег дана.
Из брака са Давут-пашом, Халиме-султанија је имала сина Сулејман-бега, који је умро 1687. године. Заступао је своју тетку Фахрихан-султанију у судским споровима и имао је три ћерке: Ајше, Афифе и Сафије.